# Shoot boxing
Lo Shoot boxing  (シュートボクシング?) talvolta chiamato anche "Standing Valetudo", è sia uno sport da combattimento che la principale promozione di tale sport, creazione del kickboxer giapponese Caesar Takeshi che lo ideò nel 1985.
Trattasi di uno stile di combattimento in piedi simile alla kickboxing ma che prevede anche l'utilizzo di proiezioni e di tecniche di sottomissione in piedi come strangolamenti e chiavi alle braccia.

## Lo stile di combattimento
Lo Shoot boxing prevede fasi di combattimento unicamente in piedi con l'utilizzo prevalente di tecniche di percussione come pugni, calci, gomitate e ginocchiate.
A queste vanno ad aggiungersi tecniche di proiezione a terra utili ad accumulare punti e tecniche di sottomissione da effettuare comunque in piedi.
Gli atleti vestono guantoni da boxe e spesso dei pantaloni lunghi ed aderenti oppure dei pantaloncini corti da muay thai.

## La promozione

### Classi di peso
Le divisioni di peso nello Shoot boxing inizialmente avevano nomi totalmente differenti rispetto a quelli utilizzati generalmente per le divisioni del pugilato o della kickboxing e tutti ispirati a nomi di uccelli; successivamente dal 2001 la promozione iniziò ad adottare la nomenclatura standard internazionale per gli sport da combattimento.

#### Dal 2001 in poi
- Pesi minimi: fino ai 47 kg
- Pesi mosca: fino ai 50 kg
- Pesi gallo: fino ai 52 kg
- Pesi supergallo: fino ai 55 kg
- Pesi piuma: fino ai 57 kg
- Pesi superpiuma: fino ai 60 kg
- Pesi leggeri: fino ai 62 kg
- Pesi superleggeri: fino ai 65 kg
- Pesi welter: fino ai 67 kg
- Pesi superwelter: fino ai 70 kg
- Pesi medi: fino ai 72 kg
- Pesi supermedi: fino ai 75 kg
- Pesi mediomassimi: fino ai 80 kg
- Pesi massimi: fino ai 85 kg
- Pesi supermassimi: fino ai 90 kg

#### Prima del 2001
- Pesi passero junior: fino ai 47 kg
- Pesi passero: fino ai 52 kg
- Pesi gufo: fino ai 55 kg
- Pesi cardinale junior: fino ai 57 kg
- Pesi cardinale: fino ai 60 kg
- Pesi gabbiano junior: fino ai 62 kg
- Pesi gabbiano: fino ai 65 kg
- Pesi falco junior: fino ai 67 kg
- Pesi falco: fino ai 70 kg
- Pesi sparviero junior: fino ai 72 kg
- Pesi sparviero: fino ai 75 kg
- Pesi aquila: fino agli 80 kg
- Pesi superaquila: sopra gli 80 kg

### Vincitori dei tornei

#### S-Cup
- 1995 -  Hiromu Yoshitaka
- 1997 -  Rayen Simson
- 2002 -  Andy Souwer
- 2004 -  Andy Souwer
- 2006 -  Kenichi Ogata
- 2008 -  Andy Souwer
- 2010 -  Buakaw Por. Pramuk
- 2012 -  Andy Souwer

#### S-Cup 65 kg
- 2013 -  Hiroaki Suzuki
- 2014 -  Hiroaki Suzuki

#### Girls S-Cup
- 2009 -  Rena Kubota
- 2010 -  Rena Kubota
- 2011 -  Erika Kamimura
- 2012 -  Rena Kubota
- 2014 -  Rena Kubota

#### Girls S-Cup 53,5 kg
- 2012 -  Mizuki Inoue
- 2013 -  Mizuki Inoue

#### Girls S-Cup JKS48
- 2012 -  Mio Tsumura
- 2013 -  Mio Tsumura
- 2014 -  Yukari Yamaguchi